# WBSC 아메리카
WBSC 아메리카(영어: World Basebll Softball Confederation America)는 아메리카 대륙의 야구, 소프트볼, 베이스볼5를 관장하는 기관이다. 팬아메리칸 야구 연맹 (COPABE)과 팬아메리칸 소프트볼 연맹 (ONPASA)을 관할하고 있으며 이 기관들이 담당하는 국가대표팀 경기와 클럽 대회를 관리하는 기관이다.

## 가맹국
2024년12월  기준

### 야구
| - 아르헨티나 - 아루바 - 바하마 - 볼리비아 - 브라질 - 캐나다 - 칠레 - 콜롬비아 - 코스타리카 - 쿠바 - 퀴라소 - 도미니카 공화국 |  | - 에콰도르 - 엘살바도르 - 과테말라 - 가이아나 - 아이티 - 온두라스 - 미국령 버진아일랜드 - 영국령 버진아일랜드 - 자메이카 - 멕시코 - 니카라과 - 파나마 |  | - 페루 - 푸에르토리코 - 신트마르턴 - 트리니다드 토바고 - 미국 - 베네수엘라 |

### 소프트볼
| - 아르헨티나 - 아루바 - 바하마 - 벨리즈 - 볼리비아 - 브라질 - 캐나다 - 케이맨 제도 - 칠레 - 콜롬비아 - 코스타리카 - 쿠바 |  | - 퀴라소 - 도미니카 공화국 - 에콰도르 - 엘살바도르 - 과테말라 - 아이티 - 온두라스 - 미국령 버진아일랜드 - 영국령 버진아일랜드 - 자메이카 - 멕시코 - 니카라과 |  | - 파나마 - 페루 - 푸에르토리코 - 신트마르턴 - 터크스 케이커스 제도 - 우루과이 - 미국 - 베네수엘라 |

## 같이 보기
팬아메리칸 야구 연맹